# ألان فاريل
ألان فاريل (بالإنجليزية: Alan Farrell)‏ هو سياسي أيرلندي، ولد في 29 ديسمبر 1977 في جمهورية أيرلندا. حزبياً، نشط في فاين جايل. وقد في 2016 Irish general election ‏، انتخب نائب دييل عن دائرة Dublin Fingal (Dáil constituency) ‏ وقد انضم خلال فترته النيابية ‏ (10 مارس 2016 – )  للكتلة البرلمانية فاين جايل وفي الانتخابات العمومية الأيرلندية 2011 ‏، انتخب نائب دييل عن دائرة Dublin North (Dáil constituency) ‏ وقد انضم خلال فترته النيابية ‏ (9 مارس 2011 – 3 فبراير 2016)  للكتلة البرلمانية فاين جايل.

## وصلات خارجية
- الموقع الرسمي